# Egbert von Legat
Erhard Wilhelm Egbert von Legat (* 6. Oktober 1820 in Frankfurt (Oder); † 19. Mai 1891 in Berlin) war ein preußischer Generalmajor und Kommandeur der 44. Infanterie-Brigade.

## Leben

### Herkunft
Egbert von Legat war der Sohn des preußischen Majors a. D. und Oberforstmeisters Ferdinand von Legat (1789–1867) und dessen Ehefrau Ferdinande, geborene Türk (1797–1872). Sein jüngerer Bruder Helmuth (1835–1919) war preußischer Generalleutnant.

### Militärkarriere
Nach dem Besuch des Gymnasiums in Danzig trat Legat am 18. März 1838 in das 5. Infanterie-Regiment der Preußischen Armee ein und avancierte bis Ende August 1839 zum Sekondeleutnant. Zur weiteren Ausbildung absolvierte er von Oktober 1844 bis Juni 1847 die Allgemeine Kriegsschule und war zwischenzeitlich zum 12. Husaren-Regiment sowie zum 4. Artillerie-Regiment kommandiert. Nach seinem Abschluss war er für zwei Monate zur 6. Pionier-Abteilung kommandiert. Am 9. August 1848 wurde Legat zum Regimentsadjutanten. Während des Krieges gegen Dänemark war er 1849 Adjutant der 1. mobilen Infanterie-Brigade, mit der er sich an den Gefechten bei Alminde, Viuf, Vejle und Aarhus beteiligte. Am 1. Oktober 1849 wurde er in das 18. Infanterie-Regiment versetzt und am 7. Mai 1850 als Adjutant zur 10. Infanterie-Brigade kommandiert. Daran schlossen sich Kommandierungen zur 20. Infanterie-Brigade und zur 10. Division an. Als Premierleutnant erfolgte Mitte Juni 1853 seine Rückversetzung in das 18. Infanterie-Regiment. Ab dem 1. Juni 1854 war Legat als Kompanieführer beim I. Bataillon im 5. Landwehr-Regiment kommandiert, stieg Mitte März 1855 zum Hauptmann auf und war von Ende März 1855 bis Ende Juni 1859 als Kompanieführer beim I. kombinierten Reserve-Bataillon tätig. Anschließend wurde er als Kompaniechef in das 5. Infanterie-Regiment versetzt. In gleicher Eigenschaft war Legat vom 1. Juli 1860 bis zum 20. April 1864 im Rheinischen Jäger-Bataillon Nr. 8. Unter Beförderung zum Major wurde Legat am 21. April 1864 in das Königs-Grenadier-Regiment (2. Westpreußisches) Nr. 7 nach Liegnitz versetzt. Im Deutschen Krieg führte er vom 7. Mai bis zum 7. September 1866 das I. Bataillon im 7. Landwehr-Regiment, das als Besatzungsbataillon von Jauer diente.
Nach dem Krieg erhielt Legat das Kommando über das II. Bataillon seines Regiments, stieg Ende März 1868 zum Oberstleutnant auf und übernahm am 27. Mai 1868 das Füsilier-Bataillon. Mit der Mobilmachung aus Anlass des Krieges gegen Frankreich wurde er zum Kommandeur des 2. Ostpreußischen Grenadier-Regiments Nr. 3 ernannt und kurz darauf zum Oberst befördert. Legat führte sein Regiment in den Schlachten bei Colomby und Noisseville, vor Metz und Mézières sowie bei Nassandres, Orival und Moulineaux. Für sein Wirken mit beiden Klassen des Eisernen Kreuzes ausgezeichnet, wurde Legat nach dem Frieden von Frankfurt am 7. August 1874 unter Stellung à la suite seines Regiments zunächst mit der Führung der 44. Infanterie-Brigade beauftragt. Am 15. September 1874 wurde er zum Kommandeur dieser Brigade in Kassel ernannt und einen Tag später zum Generalmajor befördert. Unter Verleihung des Roten Adlerordens II. Klasse mit Eichenlaub stellte man ihn am 17. Oktober 1876 mit Pension zur Disposition. Noch am 6. Juni 1887 erhielt er den Kronen-Orden II. Klasse mit Stern.
Er starb am 19. Mai 1891 in Berlin und wurde am 22. Mai 1891 auf dem Invalidenfriedhof beigesetzt.

### Familie
Legat heiratete am 18. Mai 1850 in Hamburg Helene Lutteroth (1829–1904), die Ehe wurde aber am 22. Februar 1858 geschieden. Sie war eine Tochter des Ascan Wilhelm Lutteroth und heiratete 1861 den Kaufmann Wilhelm Daniel Hell (1825–1894). Das Grabmal von Wilhelm und Helene Hell, geschaffen von Ferdinand Hartzer, findet sich noch heute auf dem Friedhof Ohlsdorf. Legat heiratete am 26. Januar 1861 in Königsberg Marie Kuster, Witwe des Hauptmanns Magnus von Hegener (1817–1859). Beide Ehen waren kinderlos.